# الکساندر ریمانوف
الکساندر ریمانوف (روسی: Александр Анатольевич Рыманов؛ زادهٔ ۲۵ اوت ۱۹۵۹) بازیکن هندبال اهل شوروی بود.